# Township de Mese
Le township de Mese (birman : မယ်စဲ့‌မြို့နယ်) est un township du district de Bawlakhe, dans l’État de Kayah.